# Condizione della donna in India

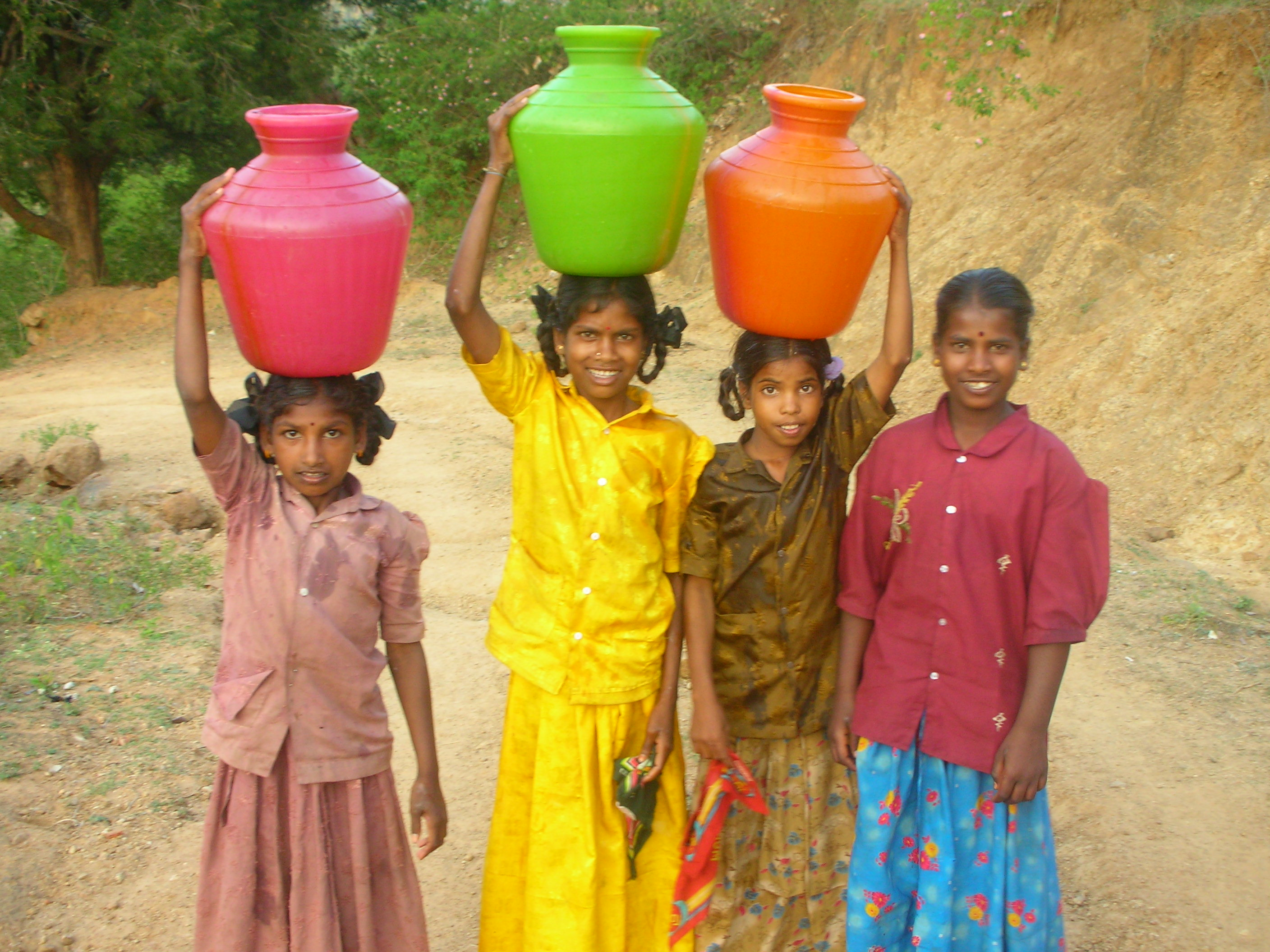
Ragazze indiane impegnate nella raccolta dell'acqua.

Lo status e il ruolo sociale e civile delle donne in India è stato soggetto a molti cambiamenti nel corso della storia millenaria del subcontinente indiano. Da una quasi totale pari dignità con gli uomini nei tempi antichi, si è passati attraverso i punti più bassi del periodo medioevale.
La storia dei diritti delle donne in India è stata ricca di avvenimenti; nell'India moderna le donne sono riuscite a ricoprire cariche istituzionali importanti, tra cui quella di Presidente della Repubblica, Primo Ministro, Presidente del Lok Sabha, la Camera Bassa del Parlamento, e leader dell'opposizione. 
Tuttavia le donne continuano in tutto il Paese a subire violenze sessuali, sfregiamenti con l'acido, uccisioni per accaparrarsi la dote; molte giovani donne vengono costrette a prostituirsi da trafficanti e sfruttatori..
Secondo un sondaggio compiuto dalla Thomson Reuters l'India è il quarto Paese più pericoloso al mondo per le donne, ed il peggiore tra i G20 (paesi industrializzati).
Un importante strato della popolazione femminile indiana continua a vivere in una condizione di discriminazione e di inferiorità rispetto agli uomini.

## Excursus storico
Vari studiosi ritengono che nell'antica India le donne godessero di pari dignità con gli uomini in tutto, o quasi, gli aspetti principali della vita; alcuni, tuttavia, hanno opinioni contrarie. 
Le opere degli antichi grammatici, come Patanjali e Kātyāyana, suggeriscono che le donne erano istruite durante gli anni del periodo vedico, mentre certi versi del Rig Veda indicano che donne erano molto probabilmente libere di scegliersi da sole in età matura i propri mariti; infine anche altre scritture sacre come le Upanishad citano vari nomi di donne elencati fra i saggi e i sapienti, in particolare Gargi e Maitreyi.
Secondo gli studi, le donne hanno goduto di pari dignità e diritti per tutto il primo periodo vedico, all'incirca fino al 500 a.C. quando la loro condizione ha cominciato piano ma inesorabilmente a declinare, prima a causa della Smriti ed in seguito con l'invasione islamica da parte di Babur ed infine attraverso l'influenza coloniale cristiano-britannica durante tutto il corso dell'800: tutti questi passaggi storici hanno contribuito a limitare sempre più la libertà e i diritti spettanti alle donne.
Anche se i movimenti riformatori interni alle varie religioni presenti nel subcontinente indiano, come per il Giainismo ad esempio, hanno permesso alle donne d'esser ammesse agli ordini religiosi, in generale le donne devono affrontare ancora molte restrizioni di genere causate dal loro stato di "impurità" (essenzialmente dato dalle mestruazioni): si crede infine che la pratica dei matrimoni forzosi tra bambini sia iniziata verso il VI secolo.
La posizione femminile all'interno della società s'è poi venuta via via ad aggravarsi durante il periodo medioevale quando il rituale funebre del Sati, i matrimoni precoci ed il divieto categorico di risposarsi per le vedove sono divenuti parte della vita sociale in alcuni strati della popolazione. Con la conquista musulmana poi la poligamia divenne pratica ampiamente consolidata, anche tra i governanti della casta guerriera indù.

### Pratiche storiche
Tradizioni come quelle del Sati, dello Jauhar e del Devadasis in molte comunità sono state definitivamente bandite e risultano essere quindi in gran parte solo un ricordo del passato storico indiano; tuttavia si sono casi isolati che si riscontrano ancora, soprattutto in alcune delle parti più remote del paese.
- Sati

È l'abitudine di immolare la vedova assieme al marito. In pratica la donna viene posta sulla pira funebre del marito e bruciata viva assieme al corpo di lui; anche se l'atto secondo le scritture (il nome deriva dalla prima sposa del Signore Shiva) avrebbe dovuto essere volontario da parte della donna e i testi induisti dell'era attuale - Kali Yuga - la vietano espressamente, per tutto il periodo dell'impero Moghul si è continuato ad eseguirla.
Dopo essere stata abolita per legge dagli inglesi nel 1829, dopo l'indipendenza nel 1947 sono stati segnalati in India almeno una quarantina di casi di Sati, uno dei quali nel 1987 in Rajasthan.
- Jauhar

Si riferisce alla pratica d'immolazione volontaria di mogli e figlie dei guerrieri sconfitti, al fine d'evitar la cattura e le conseguenti possibilità di molestie da parte del nemico; era seguita dalle mogli dei governanti Rajput ed aveva luogo anche durante il dominio islamico.
- Purdah

È la pratica che richiede obbligatoriamente alle donne di coprirsi il corpo dalla testa ai piedi, in modo da giunger a nascondere non solo la propria pelle ma finanche la forma e le fattezze; questo impone restrizioni sulla mobilità, limita il diritto d'interagire liberamente ed è simbolo di subordinazione della donna all'uomo. Durante il governo islamico molte donne indù hanno dovuto portare il Purdah, come frutto della paura d'esser rapite dagli invasori.
- Devadasi

È una pratica religiosa parzialmente ancora presente in alcune parti del Sud dell'India, in cui alcune giovani donne vengono fatte "sposare" alla divinità di un tempio: il rito è stato ben documentato a partire dal X secolo.

## India indipendente

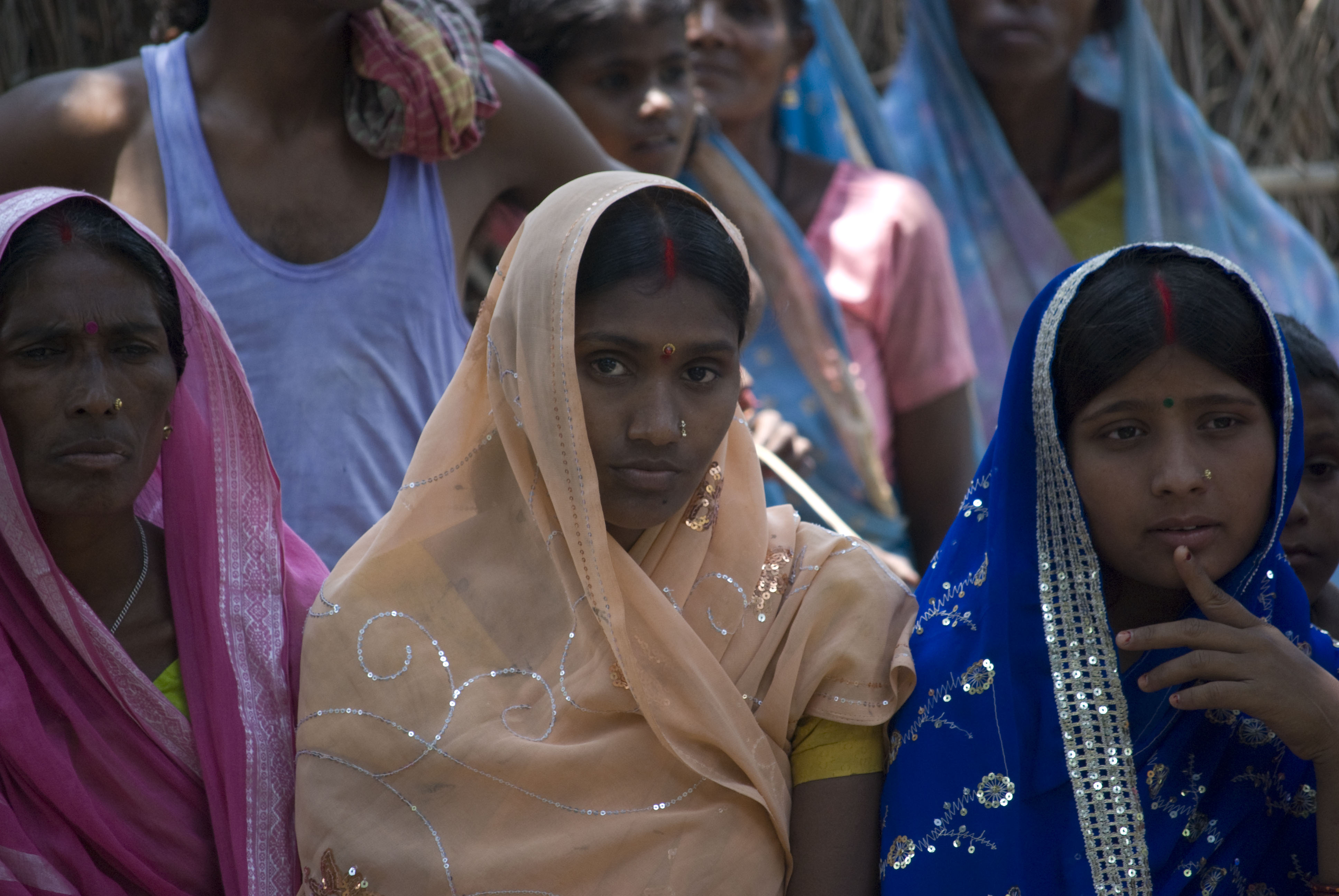
Donne del Bihar.

A partire dal 1947, con l'uscita degli inglesi dal paese e la successiva separazione dal Pakistan, l'India divenne indipendente: la costituzione redatta nel 1950 concede ed assicura alla popolazione femminile di poter partecipare liberamente in settori quali l'istruzione, lo sport, la politica, i media, l'arte e la cultura, oltre che impiegarsi nei servizi e gli ambiti scientifici e tecnologici. 
Il 24 gennaio 1966 Indira Gandhi diventa la prima donna a diventare Prima Ministra; in totale ricoprirà tale carica per un periodo complessivo di 15 anni (dal 1966-77 e dal 1980-84); è stata la donna che più a lungo nel mondo ha tenuto per sé la carica di capo del governo.
La Costituzione garantisce a tutte le donne l'uguaglianza (art.14), nessuna discriminazione da parte dello stato (art.15), parità di opportunità (art.16) e parità di retribuzione a parità di lavoro (art.39); contiene inoltre disposizioni speciali da mettere in atto a favore di donne e bambini, la rinuncia totale a pratiche sprezzanti per la dignità umana (art.51) e contiene infine disposizioni che debbon esser effettuate per garantire giuste e umane condizioni di lavoro e di aiuto alla maternità (art.42).

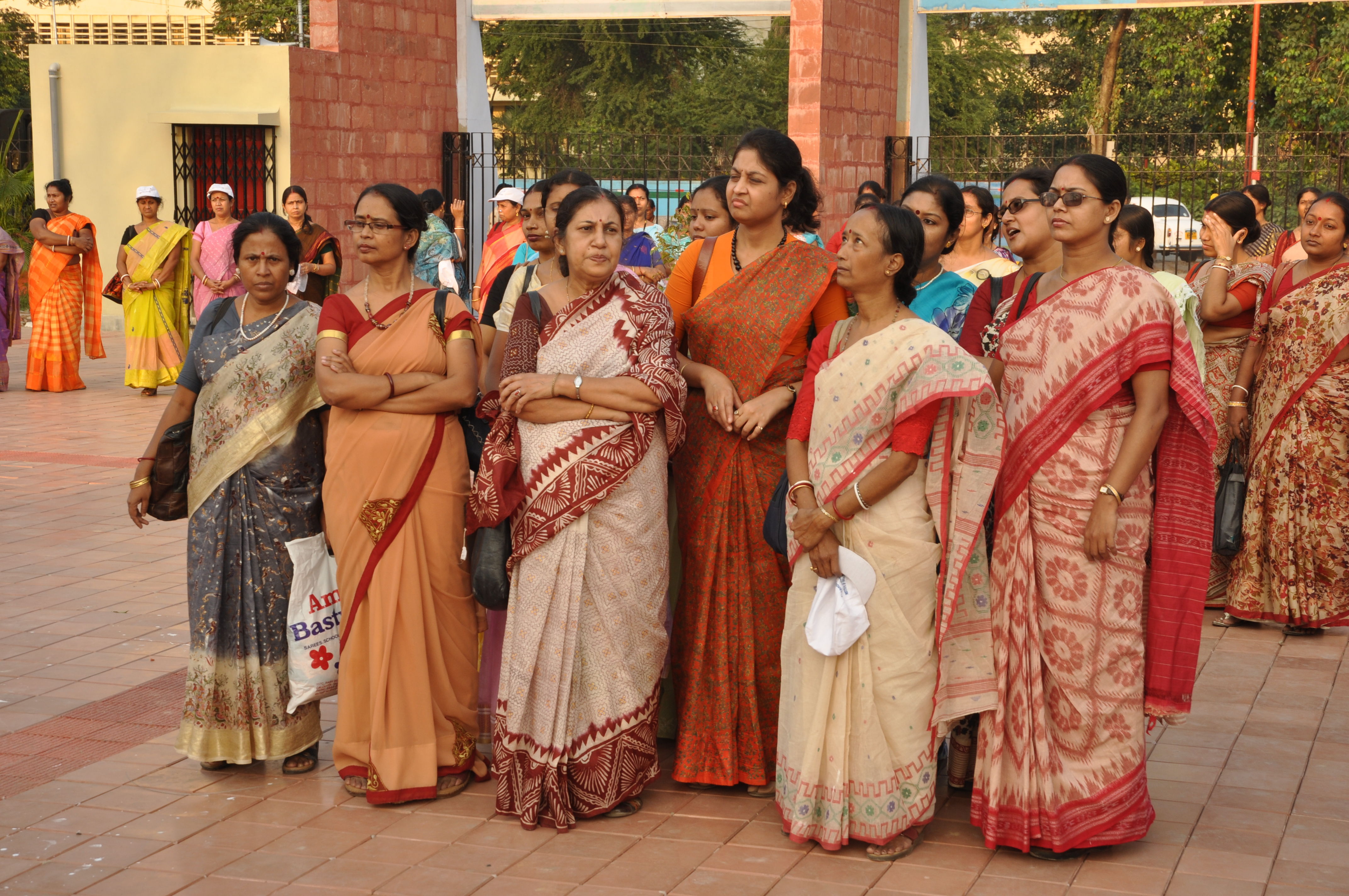
Donne di Kolkata.

L'attivismo femminista in India ha guadagnato slancio alla fine degli anni '70. Uno dei primi casi a livello nazionale che ha riunito gruppi di femministe è stato il caso riguardante uno stupro a Mathura; l'assoluzione dei poliziotti accusati di aver violentato ripetutamente una ragazza all'interno di una stazione di polizia ha portato delle vibrate proteste in tutto il paese tra il 1979-80. 
Queste, ampiamente riportate e seguite dai media nazionali costrinsero il governo a modificare il codice di procedura penale creando il nuovo reato di "stupro sotto custodia". 
Le attiviste si sono unite anche su questioni come l'infanticidio femminile, i pregiudizi di genere, la salute e l'alfabetizzazione delle donne.
Dal momento che l'alcolismo è spesso associato alla violenza contro le donne in India, molti gruppi di femministe hanno lanciato campagne contro la distribuzione di alcolici in Andhra Pradesh, Himachal Pradesh, Haryana, Orissa, Madhya Pradesh e anche in altri stati della federazione. Gruppi di musulmane indiane hanno cominciato a mettere in dubbio l'interpretazione dei diritti delle donne ai sensi della Sharia e di altre disposizioni legali fondamentali, criticando il sistema del divorzio islamico (Talaq)
Il 2001 è stato dichiarato dal governo indiano anno dell'empowerment della donna (Swashakti), nello stesso anno viene approvata una politica nazionale a favore della componente femminile della società.
Nell'Uttar Pradesh un gruppo di donne attiviste, guidate da Sampat Pal Devi, ha fondato la Gulabi Gang. Il gruppo si è organizzato come risposta ai diffusi abusi domestici e altre violenze degli uomini ed è composto da donne tra i diciotto e i sessant'anni. Il 2 marzo 2014 Sampat Pal Devi è stata rimossa dal suo ruolo per scorrettezze nell'uso del denaro del gruppo.
Nel 2006 il caso di Imrana, una giovane musulmana vittima di violenza sessuale è stato evidenziato dai media; violentata dal patrigno, a seguito del pronunciamento di alcuni religiosi che affermavano avrebbe dovuto a quel punto sposare l'uomo si sono verificate diffuse proteste: infine il patrigno è stato condannato a 10 anni di carcere ed il verdetto è stato accolto con soddisfazione da molti gruppi di donne associate al "All India Muslim Personal Law".
Nel 2010 è stata discussa la proposta di riservare il 33% dei seggi del Rajya Sabha e di tutti gli organi legislativi statali alle donne.

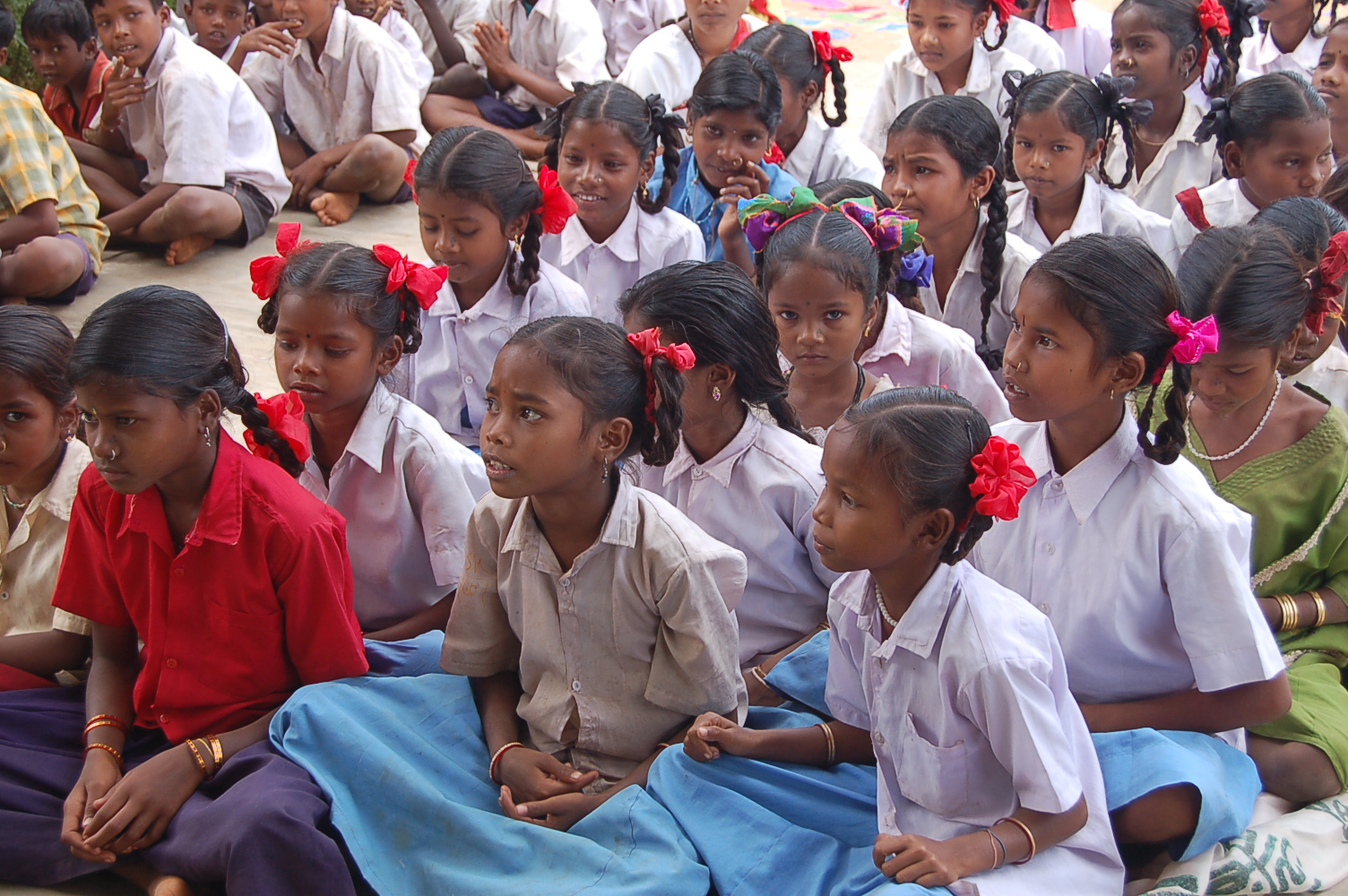
Studentesse indiane a Chhattisgarh.

## Istruzione e sviluppo economico
Secondo i dati forniti nel 1992-3 solamente il 9,2% delle famiglie in India era a conduzione femminile; tuttavia circa il 35% delle famiglie al di sotto della soglia minima di povertà erano guidate da donne.

### Educazione
Anche se in costante e graduale aumento, il tasso di alfabetizzazione femminile in India è ancora inferiore a quello maschile, molte meno femmine che maschi vengono iscritti alle scuole, ed il tasso di abbandono femminile è sempre molto alto; solo nei grandi centri urbani le ragazze si trovano quasi alla pari con i maschi in termini d'istruzione. 
Secondo alcuni dati del 1997 solamente gli stati del Kerala e Mizoram si stanno avvicinando all'alfabetizzazione femminile universale; secondo gli studiosi il fattore principale dietro il miglioramento della condizione sociale ed economica delle donne in Kerala è propriamente l'alfabetizzazione.
Secondo un rapporto del 1998 i principali ostacoli all'istruzione femminile in India sono le strutture scolastiche inadeguate (ad esempio carenza o mancanza completa di servizi sanitari), la scarsità d'insegnanti donne e le discriminazioni di genere nel curriculum (gl'individui femminili vengono dipinti come deboli e indifesi).

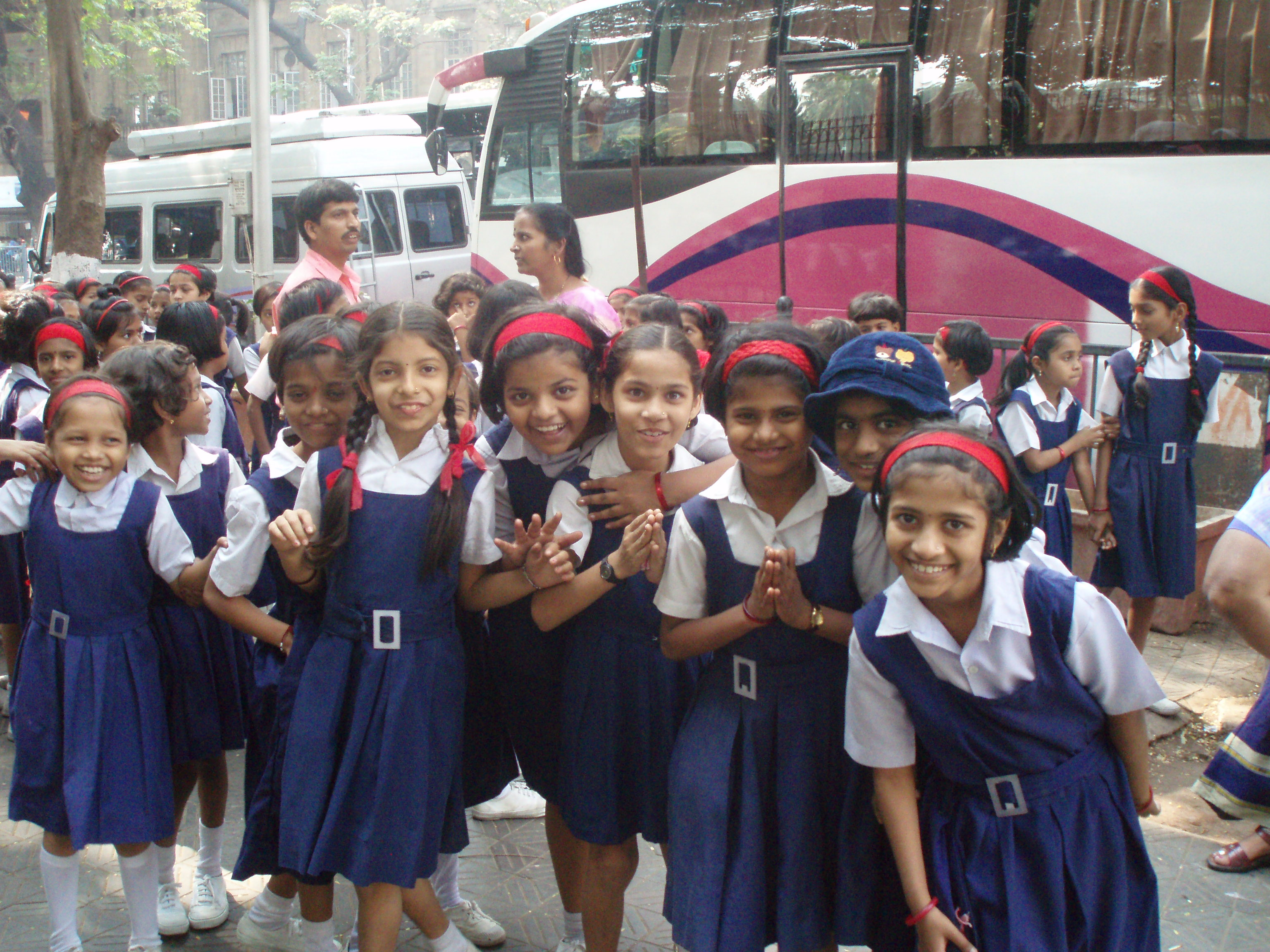
Studentesse a Mumbai.

### Partecipazione alla forza lavoro
Contrariamente alla percezione comune, una gran percentuale di donne lavorano in India; le agenzie nazionali di raccolta dati accettano il fatto che le statistiche sottostimino anche di molto il contributo delle donne come lavoratrici. 
Nelle regioni più urbanizzate del paese le donne partecipano con numeri molto alti; nel settore del software ad esempio il 30% del totale degli impiegati sono donne, godendo di pari dignità coi loro colleghi maschi sia in termini di salari che di ruoli. 
Tuttavia, complessivamente vi sono ancora molto meno donne che uomini nella forza lavoro retribuita.
Nell'India rurale, nel settore agricolo e industriale collegato le donne rappresentano l'89,5% della forza lavoro; nella produzione agricola complessiva il contributo medio delle donne è stimato dal 55 al 66% del totale. 
Secondo un rapporto della Banca Mondiale del 1991, le donne rappresentavano il 94% del totale degli occupati nel settore caseario-lattiero ed il 51% del totale degli occupati nelle piccole e medie imprese agricole.

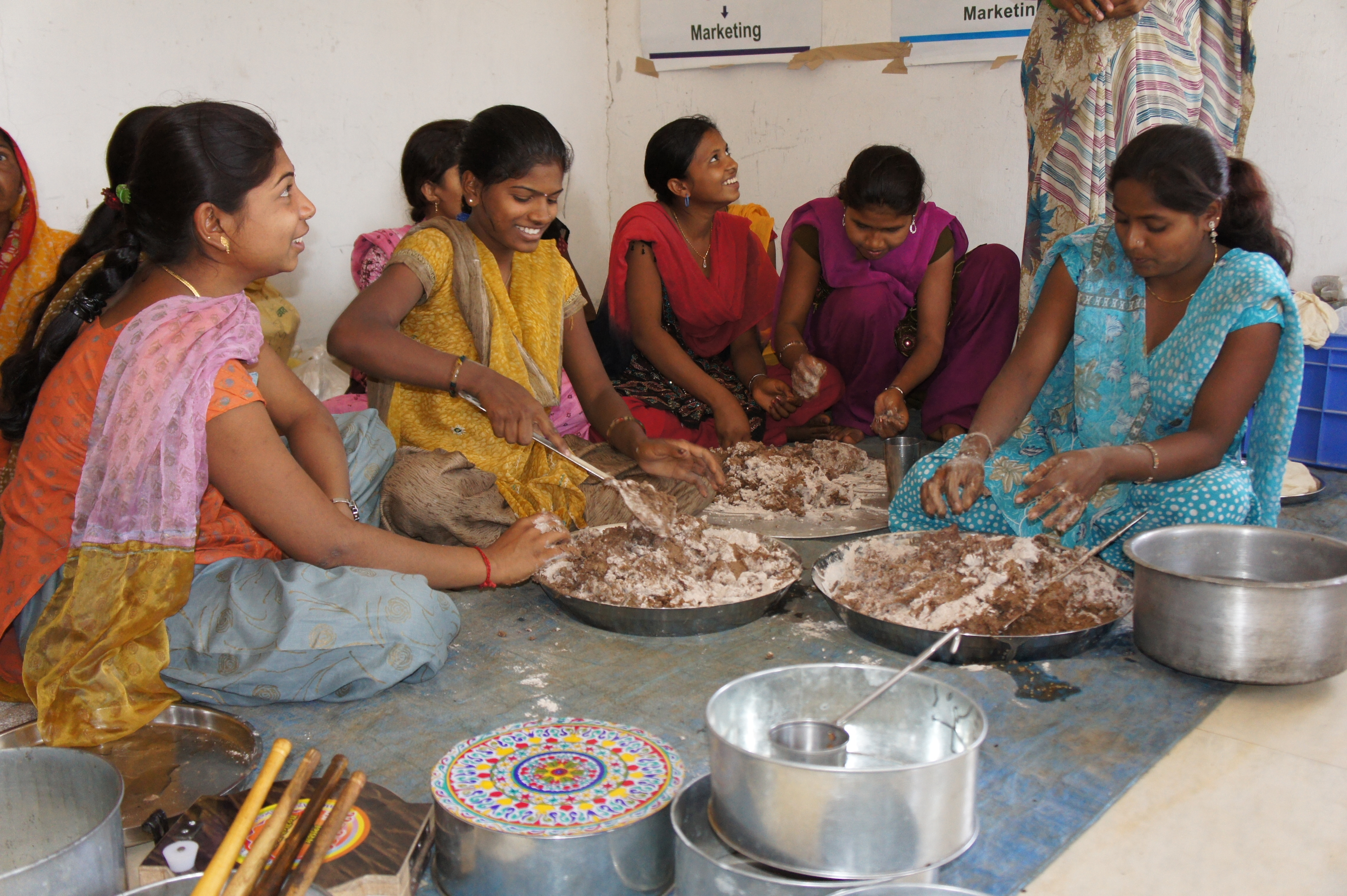
Donne del Gujarat.

## I crimini contro le donne
I dati della polizia indiana mostrano un'alta incidenza di crimini commessi contro la componente femminile del paese. Il "National Crime Records Bureau" ha riferito nel 1988 che, seguendo le attuali statistiche, entro il 2010 il tasso di crimini contro le donne sarebbe cresciuto tanto da superare il tasso di crescita della popolazione totale. 
Mentre precedentemente molti crimini contro le donne non venivano neppure segnalati alla polizia a causa dello stigma sociale legato allo stupro e alle molestie, le nuove statistiche ufficiali mostrano un drammatico aumento di numero di reati denunciati contro le donne.

### Sfregio con l'acido
Il sondaggio globale della fondazione Reuters afferma che l'India è uno dei paesi più pericolosi al mondo per le donne in cui vivere.
Le donne appartenenti a qualsiasi classe sociale, casta, credo o religione possono trovarsi ad esser vittime di questa forma di violenza maschile consistente nello sfregiar il viso e/o il corpo intero con dell'acido, un delitto premeditato che può giunger ad uccidere - quando non a mutilare in maniera permanente - la donna: è utilizzato dall'uomo come lezione che serve alla donna per tenerla al suo posto. 
Le aggressioni con l'acido come forma di vendetta possono esser state causate dal fatto che la donna ha rifiutato la proposta di matrimonio di un uomo o dopo aver avuto il coraggio di richiedere il divorzio.
Acidi altamente corrosivi sono facilmente disponibili e molto a buon mercato ed è un modo veloce e semplice per distruggere la vita di una donna; il numero di tali aggressioni e violenze sono via via aumentati col tempo.

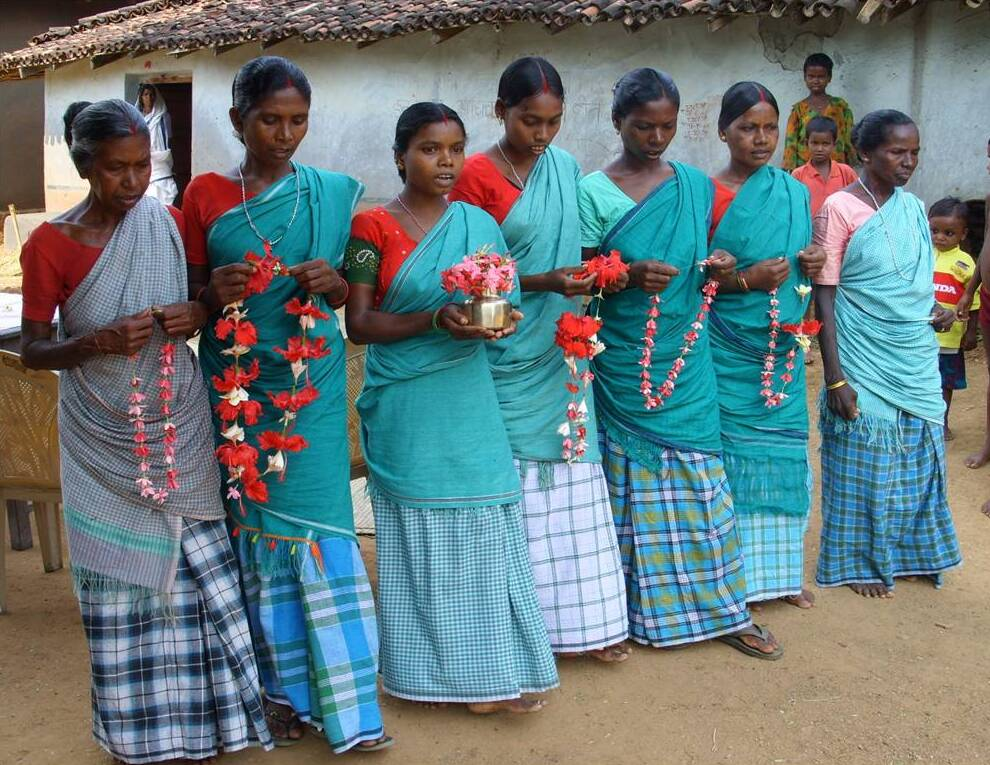
Donne dello Jharkhand.

### Matrimoni precoci e vedovanza
Il matrimonio forzoso tra bambini è tradizionalmente diffuso in tutta l'India e continua anche ai giorni nostri: storicamente le spose bambine dovrebbero in ogni caso continuare a vivere con i genitori fino a quando non hanno raggiunto l'età della pubertà. 
Anche se è stato messo fuorilegge fin dal 1860 dagli inglesi, è ancora una pratica effettiva ed in certe regioni comunemente utilizzata. 
In passato poi le donne che avevano la sfortuna di diventar vedove venivano condannate ad una vita di gran sofferenza, veniva loro rasata la testa e costrette a vivere in completo isolamento per il resto dei loro giorni, evitate e scacciate dal resto della società.
Secondo l'UNICEF nel suo rapporto 2009 sulla condizione dell'infanzia nel mondo, risulta che il 47% delle giovani donne tra i 20-24 anni si sono sposate prima d'aver raggiunto l'età legale dei 18 anni e nelle zone rurali sale al 56%. 
La relazione ha dimostrato inoltre che ben il 40% di tutti i matrimoni tra bambini nel mondo si verificano in India.

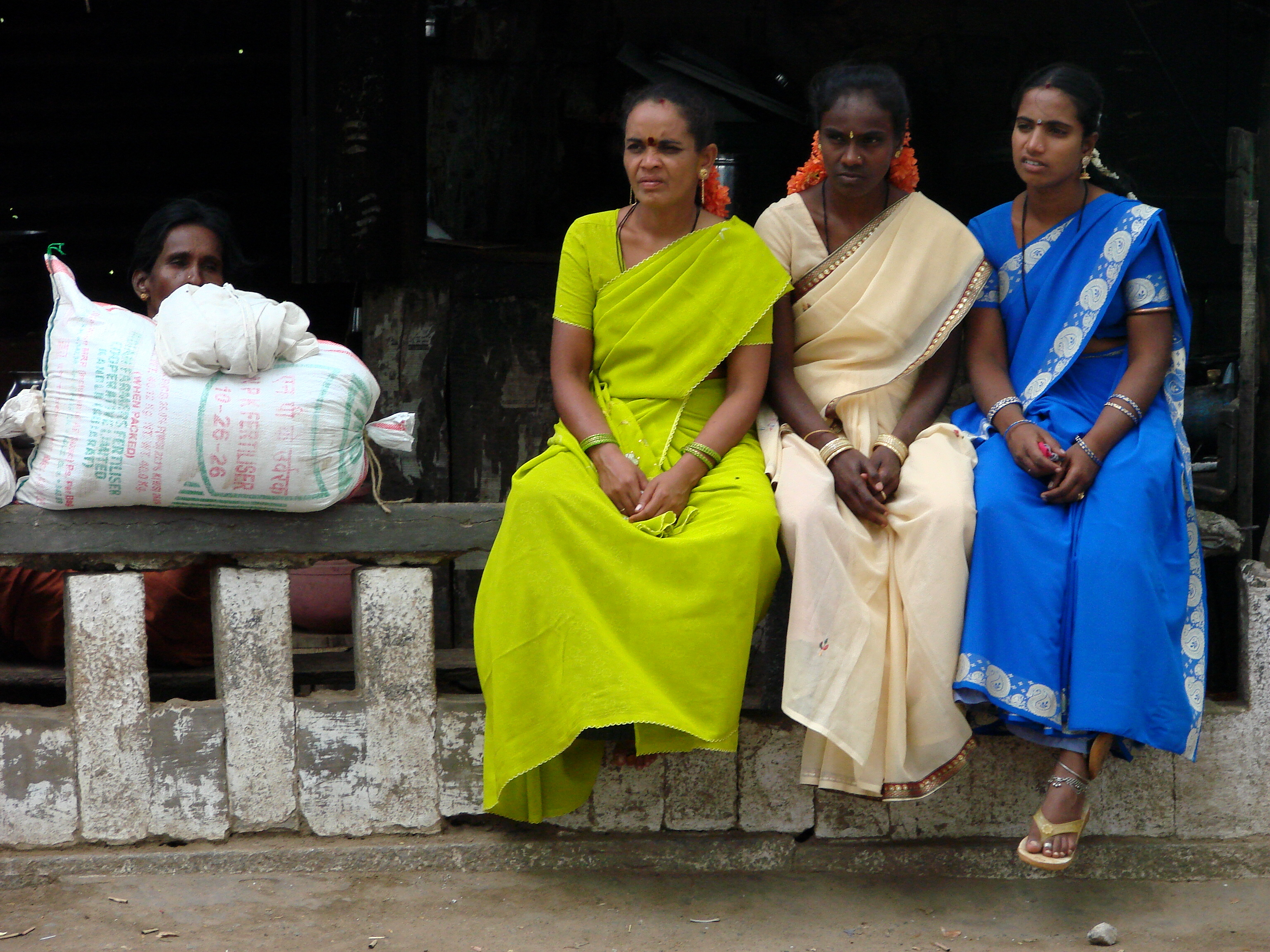
Donne a Mysore.

### Violenza domestica
Il numero dei casi di violenza domestica è più elevato tra le classi socio-economiche più basse; la protezione legale delle donne da questa forma di violenza è entrata in vigore a partire dal 2006.

### Dote
Nel 1961 il governo ha approvato una legge sulla proibizione della dote, rendendo le richieste di dote nell'organizzazione dei matrimoni illegali; nonostante ciò si sono verificati molti casi di violenze domestiche legate alla dote, tra omicidi e suicidi di donne. Ancora negli anni '80 ne erano segnalati numerosi casi.
Una relazione del 1997 ha riferito che ogni anno almeno 5.000 donne in India muoiono per cause legate alla dote (l'uomo cioè sposava una donna per poterne incamerare la dote e poi la ammazzava); almeno una dozzina di "incidenti" giornalieri dovuti a incendi in cucina si pensa possano essere attentati intenzionali con l'intento di far morire la moglie.

### Infanticidio femminile e aborto selettivo
In India il rapporto tra maschi e femmine tra la popolazione è inclinato decisamente a favore dei maschi; la principale ragione è dovuta al fatto che un elevato numero di donne muoiono ben prima d'aver raggiunto l'età adulta. 
Le società più tribali indiane hanno un rapporto di sesso meno distorta rispetto agli altri gruppi castali, ciò nonostante rimane il fatto che le comunità tribali abbiano livelli molto più bassi di alfabetizzazione, di reddito e strutture sanitarie meno adeguate.
Gli esperti suggeriscono anche che il maggior numero di maschi nel paese può anche esser attribuito agli infanticidi e all'aborto delle femmine: gli aborti su feti femminili rimangono molto elevati ed il rapporto tra i sessi alla nascita mantiene una curva sempre più asimmetrico.
L'India ha al giorno d'oggi un rapporto tra i sessi molto distorto, che vien attribuito come già detto sia all'infanticidio che all'aborto selettivo femminile, che colpisce circa un milione di neonati di sesso femminile l'anno. 
Nel 2011 il governo ha dichiarato che mancavano circa tre milioni di femmine alla popolazione; sono state prese misure per migliorarne la proporzione tra maschi femmine ed è stato notato come la situazione sia migliorata negli ultimi anni.

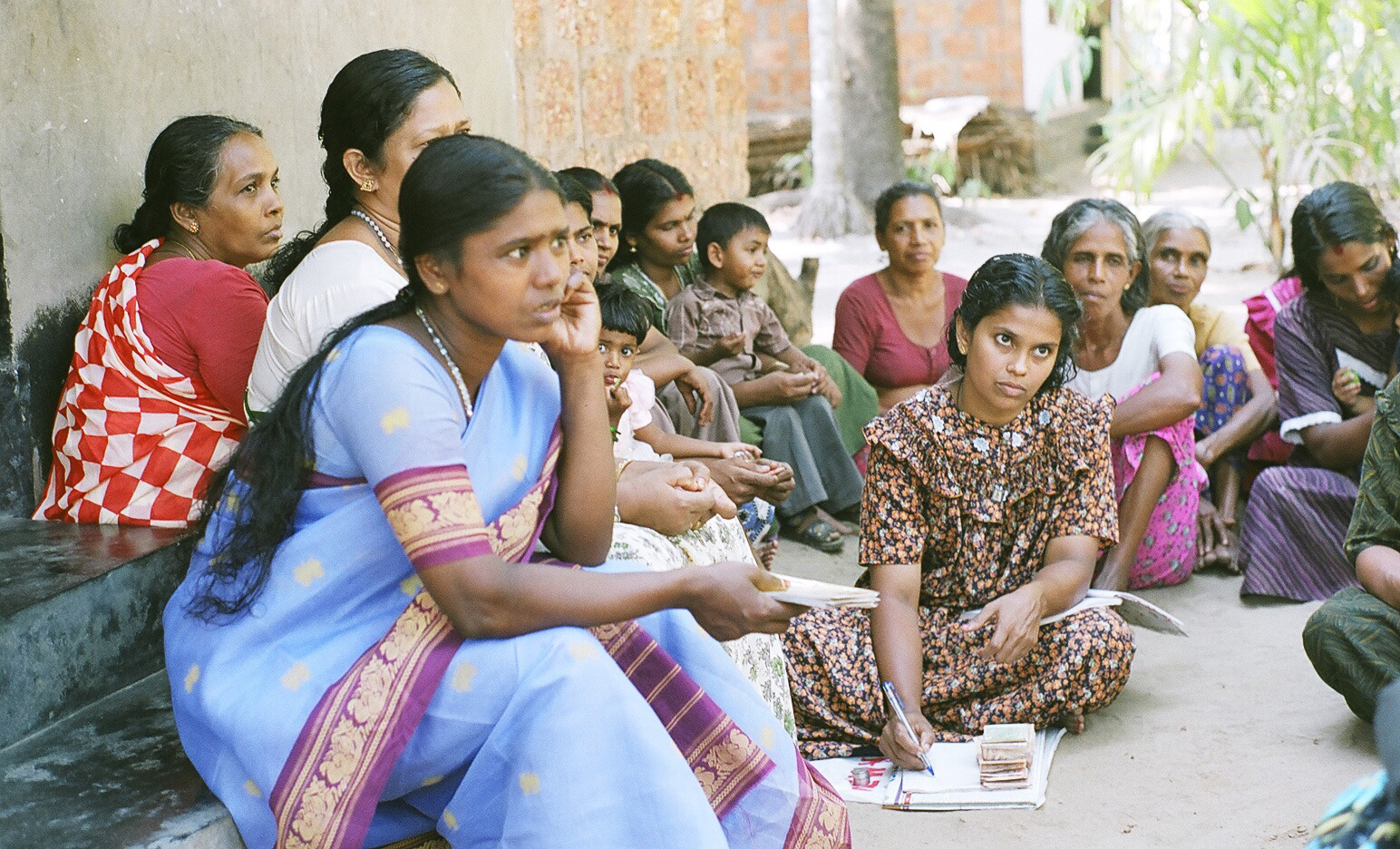
Donne del Kerala.

### Violenza sessuale
Lo stupro in India è stato descritto come uno dei crimini più comuni contro le donne; un rapporto delle Nazioni Unite lo definisce esser un problema nazionale, che ha avuto estrema visibilità soprattutto dopo un caso verificatosi in un autobus pubblico a Nuova Delhi nel 2012.
Lo stupro coniugale a tutt'oggi non è ancora un reato. Le fonti indicano che i casi di stupro in India tra il 1990 e il 2008 sono raddoppiati.
Del numero totale di crimini contro le donne segnalati nel 1990, la metà erano relativi a molestie subite nei luoghi di lavoro.

### Tratta
La legge per la prevenzione del traffico di esseri umani è stata approvata nel 1956; tuttavia molti casi di traffico di donne e giovani ragazze sono stati nel tempo riportati: le vittime si trovano costrette a prostituirsi, fatte entrare nel giro del lavoro minorile.

## Altre preoccupazioni

### Opinioni sociali
Sulla scia delle sempre più numerose aggressioni e violenze nella capitale Nuova Delhi nel 2013, ampi dibattiti svoltisi in varie città han rivelato che gli uomini credevano che queste donne si vestissero troppo provocatoriamente e che pertanto meritavano d'essere state violentate; molti aggiunsero anche che le donne incitano spesso e volentieri gli uomini a violentarle.
Vi sono state comunque anche manifestazioni contro gli stupri, cui hanno partecipato anche uomini. Nel 2012 dei manifestanti vicino agli edifici istituzionali chiedevano la pena di morte per i colpevoli di uno stupro di gruppo. Le proteste sono state a volte ostacolate dalla polizia, secondo il governo solo per problemi di sicurezza.

### Salute
L'aspettativa media di vita femminile oggi in India è più bassa rispetto a quella di molti altri paesi, ma ha mostrato un miglioramento graduale nel corso degli anni: in molte famiglie, soprattutto rurali, le ragazze e le donne in genere subiscono discriminazioni nutrizionali all'interno della famiglia (la femmina può anche mangiar di meno rispetto al maschio), e sono spesso affette da anemia quando non vera e propria malnutrizione.
La mortalità materna in India è la seconda più alta al mondo, con solo il 42% delle nascite nel paese ad esser supervisionate da personale sanitario: la maggior parte delle donne partorisce solo con l'aiuto di altre donne all'interno della famiglia, le quali non hanno spesso le competenze e le risorse per salvar la vita della donna se questa venisse a trovarsi in pericolo. Secondo una ricerca del 1997 l'88% delle donne in gravidanza, di età compresa tra i 15 e i 49 anni, sono risultate esser affette da anemia.

### Molestie
Eufemisticamente chiamate "Eve teasing" (il nome è un riferimento alla biblica Eva), si tratta di molestie più o meno pesanti di tipo sessuale compiute da uomini per strada o altrove sulle donne: tali situazioni si verificano in India, ma a volte anche in Pakistan, Bangladesh e Nepal
Molti attivisti incolpano gli episodi crescenti di molestie sessuali nei confronti delle donne derivanti dall'influenza deleteria della cultura occidentale; a seguito di ciò nel 1987 è stata approvata una legge che vieta la "rappresentazione indecente delle donne" attraverso annunci, pubblicazioni, scritti, dipinti o in qualsiasi altro modo

### Pianificazione familiare
Le donne , in special modo quelle che vivono nelle zone rurali, non hanno alcun accesso a metodi sicuri e controllati di contraccezione; il sistema sanitario pubblico enfatizza metodi permanenti come la sterilizzazione, o comunque a lungo termine come la spirale intrauterina la quale non necessita di follow-up. La sterilizzazione rappresenta circa il 75% del totale di tutta la contraccezione effettuata, con quella femminile che rappresenta circa il 95% di tutte le sterilizzazioni.

## Personalità di rilievo

### Arte

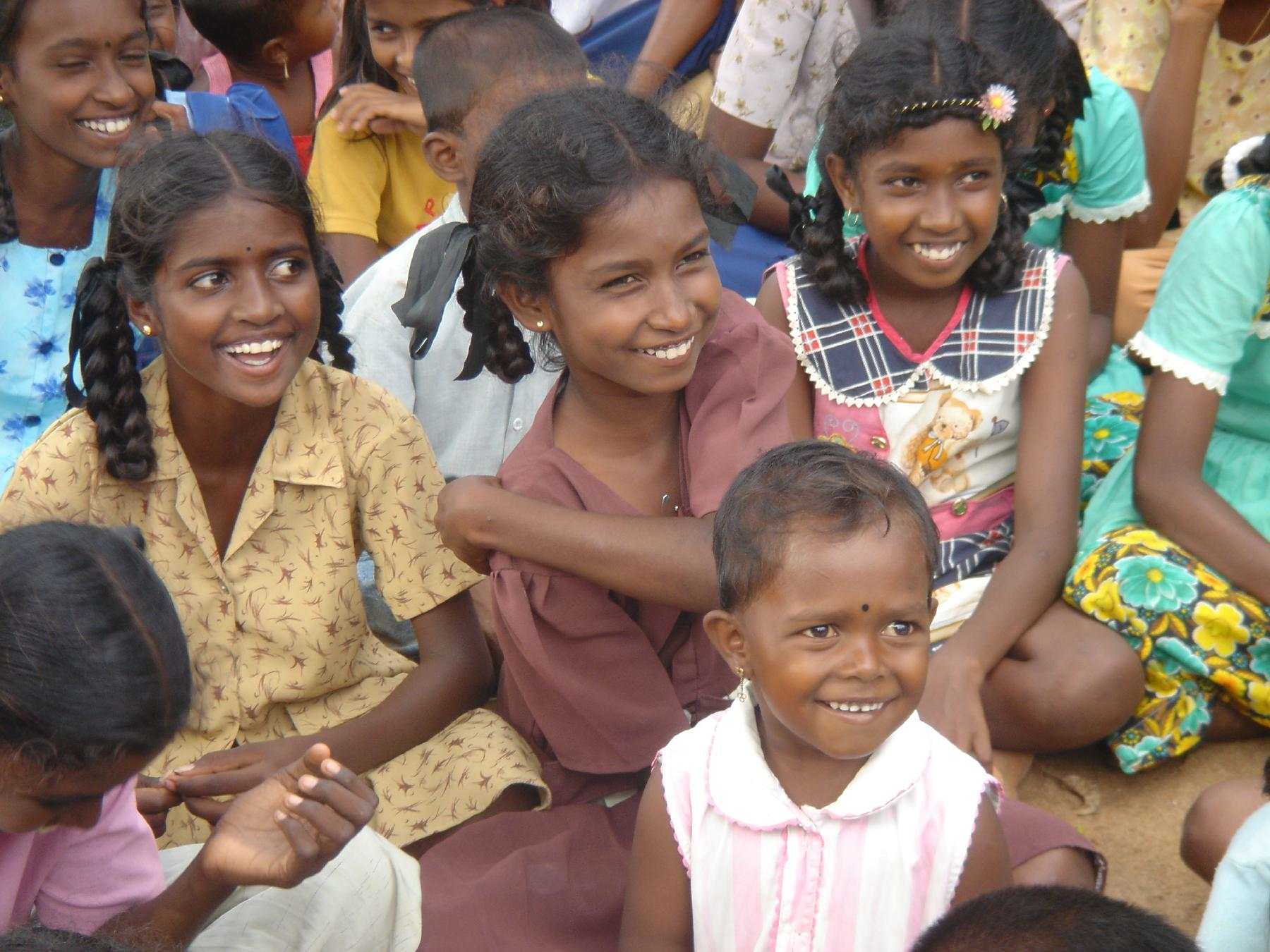
Gruppo di bambine Tamil.

- Amrita Sher-Gil (1913-1941), pittrice
- V. Anamika, artista contemporanea
- Anjolie Ela Menon (1940), pittrice e muralista
- Arpita Singh (1937), pittrice
- Bharti Kher (1969), pittrice, scultrice e artista di installazione
- B. Prabha (1933-2001), pittrice
- Maya Burman (1971), pittrice a inchiostro e acquarello, con sede in Francia
- Dayanita Singh (1961), fotografa
- Gogi Saroj Pal (1945), pittrice, scultrice, produttrice di stampe e artista di installazione
- Hema Upadhyay (1972), fotografa e artista di installazione
- Iloosh Ahluwalia (anni 70), pittrice
- Ketaki Pimpalkhare (1977), pittrice
- Nalini Malani (1946), pittrice, artista di video e installazione
- Pamella Bordes, fotografa
- Pratima Devi (1893-1969), pittrice, maestra di danza
- Prafulla Dahanukar (1934-2014), pittrice
- Rathika Ramasamy, fotografa della fauna selvatica
- Reema Bansal (1986), pittrice
- Reena Saini Kallat (1973), artista di media misti
- Renuka Kesaramadu, pittrice
- Divya Mehra (1981), artista multidisciplinare
- Rooma Mehra (1967), pittrice, scultrice e poetessa
- Surekha, artista video
- Sheela Gowda (1957)
- Anita Dube
- Saadiya Kochar (1979), fotografa
- Bharti Dayal (1961), pittrice
- Uma Bardhan (1945), pittrice
- Tara Sabharwal (1957), pittrice
- Latika Katt (1948), scultrice

### Professioni
- Savitribai Phule (1831-1897), prima donna insegnante dell'India

- Anna Chandy (1905-1996) , prima donna giudice dell'India
- Annie Besant (1847-1933), prima donna presidente del Congresso Nazionale Indiano
- Fathima Beevi (1927), prima donna giudice della Corte suprema dell'India dal 1989 al 1992.

## Note

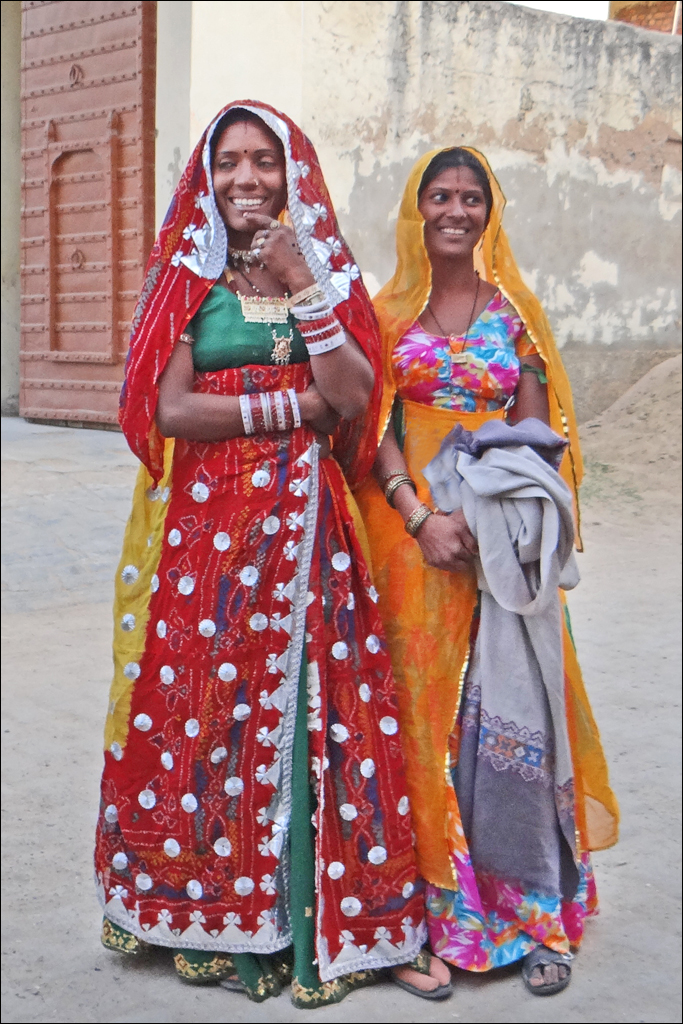
Donne a Mandawa.